# 사랑하고 싶은 여자 & 결혼하고 싶은 여자
"사랑하고 싶은 여자 & 결혼하고 싶은 여자"는 1993년에 개봉한 대한민국의 영화이다.

## 캐스팅
- 손창민 : 현우 역
- 심혜진 : 진희 역
- 최진실 : 유라 역
- 조선묵 : 범우 역
- 조민기 : 성민 역
- 심양홍 : 국장 역
- 안병경 : 괴한 역
- 임미애 : 원숙 역
- 박신양 : 부장 역